# Apfelstädter Ried
Koordinaten: 50° 52′ 48″ N, 10° 52′ 25″ O

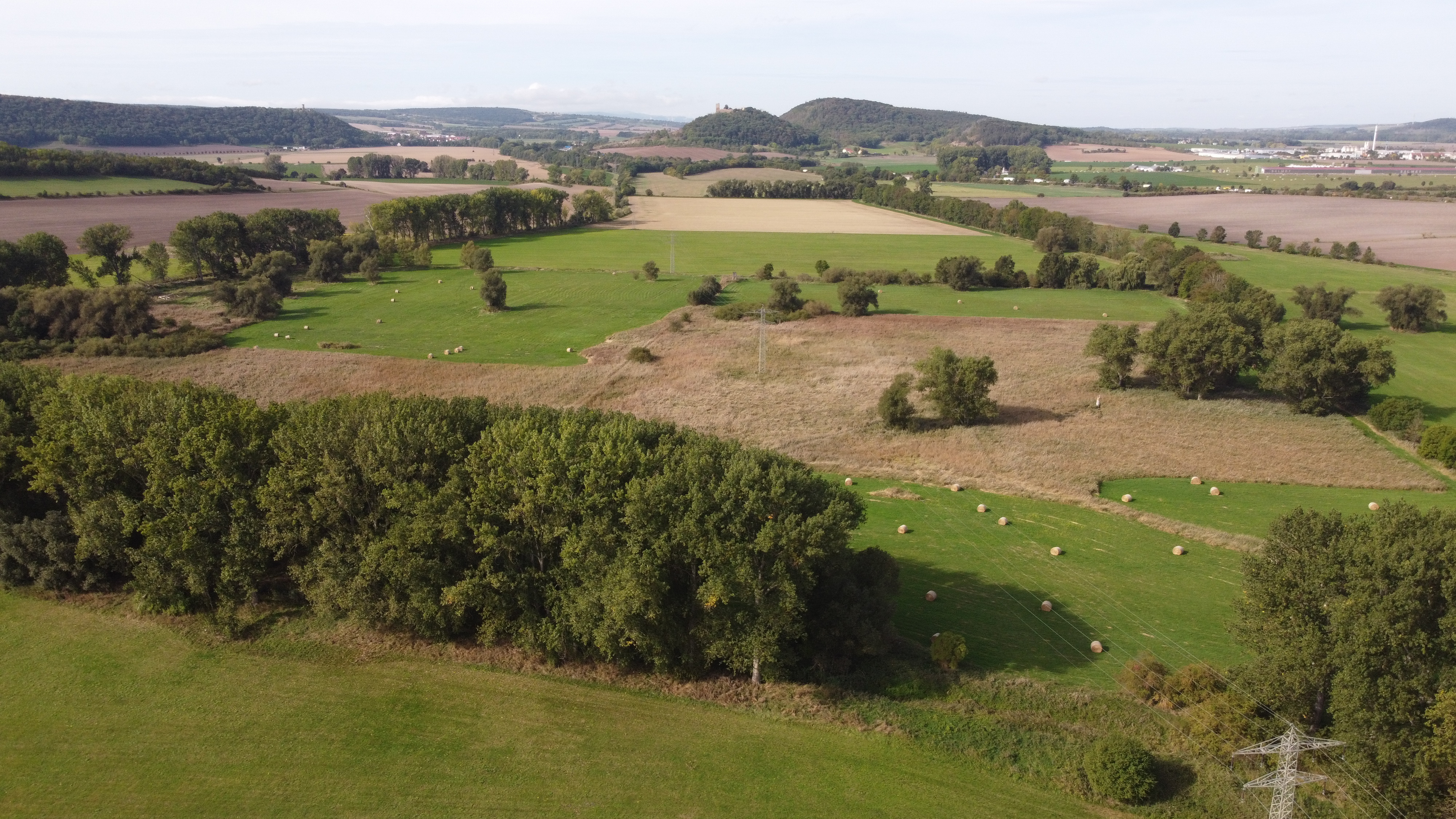
Blick über das Apfelstädter Ried in Richtung Westen

Das Naturschutzgebiet Apfelstädter Ried liegt im Landkreis Gotha in Thüringen.
Das Gebiet  erstreckt sich südwestlich von Apfelstädt, einem Ortsteil der Gemeinde Nesse-Apfelstädt, und von Sülzenbrücken, einem Ortsteil der Gemeinde Amt Wachsenburg im nördlichen Ilm-Kreis. Nördlich des Gebietes verlaufen die A 4 und die Landesstraße L 2147, östlich die Kreisstraße K 24 und westlich die L 2163. Am südlichen und östlichen Rand des Gebietes fließt der Weidbach. Westlich erstreckt sich das rund 222,7 ha große Naturschutzgebiet (NSG) Röhnberg und südwestlich das rund 120,3 ha große NSG Schloßleite.

## Bedeutung
Das rund 18,5 ha große Gebiet mit der Kennung 61 wurde im Jahr 1996 unter Naturschutz gestellt. 